# Saint-Gilles-des-Marais
 Saint-Gilles-des-Marais  es una población y comuna francesa, situada en la región de Baja Normandía, departamento de Orne, en el distrito de Alençon y cantón de Domfront.

## Demografía
| 181 | 168 | 151 | 125 | 101 | 88 |
| Para los censos de 1962 a 1999 la población legal corresponde a la población sin duplicidades (Fuente: INSEE [Consultar]) |     |     |     |     |    |